# Flik 66
La Fliegerkompanie 66D o Divisions-Kompanie 66 (abbreviata in Flik 66) era una delle squadriglie della Kaiserliche und Königliche Luftfahrtruppen.

## Storia

### Prima guerra mondiale
La squadriglia fu creata a Strasshof an der Nordbahn in Austria e, dopo l'addestramento, fu trasferita sul fronte italiano il 15 dicembre 1917, dove aveva sede a Casarsa della Delizia. Nell'estate del 1918 partecipò alla fallita offensiva della Battaglia del Piave nel gruppo dell'esercito bellunese; poi è partita per Feltre. Nel settembre 1918 fu riorganizzata con compiti da ricognizione per i Corpi (Korps-Kompanie 66, Flik 66K).
Al 15 ottobre era a Feltre con 3 Hansa-Brandenburg C.I ed 1 Ufag C.I.
Dopo la guerra, fu sciolta insieme all'intera aeronautica austriaca.